# Terry Porter
Terry Porter (Milwaukee, 8 aprile 1963) è un ex cestista e allenatore di pallacanestro statunitense, professionista nella NBA.

## Carriera
È stato selezionato dai Portland Trail Blazers al primo giro del Draft NBA 1985 (24ª scelta assoluta).

## Statistiche

### NCAA III
| Anno      | Squadra       | PG  | PT | MP   | TC%  | 3P% | TL%  | RP  | AP  | PRP | SP  | PP   |
| --------- | ------------- | --- | -- | ---- | ---- | --- | ---- | --- | --- | --- | --- | ---- |
| 1981-1982 | UWSP Pointers | 25  | -  | 10,9 | 36,8 | -   | 69,2 | 0,5 | 0,8 | 0,4 | 0,1 | 2,0  |
| 1982-1983 | UWSP Pointers | 30  | -  | 31,6 | 61,1 | -   | 69,7 | 3,9 | 5,2 | 2,1 | 0,4 | 11,4 |
| 1983-1984 | UWSP Pointers | 32  | -  | 32,5 | 62,2 | -   | 83,0 | 5,2 | 4,2 | 1,6 | 0,3 | 18,8 |
| 1984-1985 | UWSP Pointers | 30  | -  | 34,7 | 57,5 | -   | 83,4 | 5,2 | 4,3 | 1,6 | 0,3 | 19,7 |
| Carriera  | Carriera      | 117 | -  | 28,2 | 58,9 | -   | 79,6 | 3,8 | 3,8 | 1,5 | 0,3 | 13,5 |

### NBA

#### Regular Season
| Anno      | Squadra             | PG   | PT  | MP   | TC%  | 3P%  | TL%  | RP  | AP   | PRP | SP  | PP   |
| --------- | ------------------- | ---- | --- | ---- | ---- | ---- | ---- | --- | ---- | --- | --- | ---- |
| 1985-1986 | Portland T. Blazers | 79   | 3   | 15,4 | 47,4 | 31,0 | 80,6 | 1,5 | 2,5  | 1,0 | 0,0 | 7,1  |
| 1986-1987 | Portland T. Blazers | 80   | 80  | 33,9 | 48,8 | 21,7 | 83,8 | 4,2 | 8,9  | 2,0 | 0,1 | 13,1 |
| 1987-1988 | Portland T. Blazers | 82   | 82  | 36,5 | 51,9 | 34,8 | 84,6 | 4,6 | 10,1 | 1,8 | 0,2 | 14,9 |
| 1988-1989 | Portland T. Blazers | 81   | 81  | 38,3 | 47,1 | 36,1 | 84,0 | 4,5 | 9,5  | 1,8 | 0,1 | 17,7 |
| 1989-1990 | Portland T. Blazers | 80   | 80  | 34,8 | 46,2 | 37,4 | 89,2 | 3,4 | 9,1  | 1,9 | 0,1 | 17,6 |
| 1990-1991 | Portland T. Blazers | 81   | 81  | 32,9 | 51,5 | 41,5 | 82,3 | 3,5 | 8,0  | 2,0 | 0,1 | 17,0 |
| 1991-1992 | Portland T. Blazers | 82   | 82  | 34,0 | 46,1 | 39,5 | 85,6 | 3,1 | 5,8  | 1,5 | 0,1 | 18,1 |
| 1992-1993 | Portland T. Blazers | 81   | 81  | 35,6 | 45,4 | 41,4 | 84,3 | 3,9 | 5,2  | 1,2 | 0,1 | 18,2 |
| 1993-1994 | Portland T. Blazers | 77   | 34  | 26,9 | 41,6 | 39,0 | 87,2 | 2,8 | 5,2  | 1,0 | 0,2 | 13,1 |
| 1994-1995 | Portland T. Blazers | 35   | 9   | 22,0 | 39,3 | 38,6 | 70,7 | 2,3 | 3,8  | 0,9 | 0,1 | 8,9  |
| 1995-1996 | Minnesota T'wolves  | 82   | 40  | 25,3 | 44,2 | 31,4 | 78,5 | 2,6 | 5,5  | 1,1 | 0,2 | 9,4  |
| 1996-1997 | Minnesota T'wolves  | 82   | 20  | 19,1 | 41,6 | 33,5 | 76,5 | 2,1 | 3,6  | 0,7 | 0,1 | 6,9  |
| 1997-1998 | Minnesota T'wolves  | 82   | 8   | 21,8 | 44,9 | 39,5 | 85,6 | 2,0 | 3,3  | 0,8 | 0,2 | 9,5  |
| 1998-1999 | Miami Heat          | 50   | 1   | 27,3 | 46,5 | 41,1 | 83,1 | 2,8 | 2,9  | 1,0 | 0,2 | 10,5 |
| 1999-2000 | San Antonio Spurs   | 68   | 8   | 23,7 | 44,7 | 43,5 | 80,6 | 2,8 | 3,3  | 0,7 | 0,1 | 9,4  |
| 2000-2001 | San Antonio Spurs   | 80   | 42  | 21,0 | 44,8 | 42,4 | 79,3 | 2,5 | 3,1  | 0,7 | 0,1 | 7,2  |
| 2001-2002 | San Antonio Spurs   | 72   | 0   | 18,0 | 42,4 | 41,5 | 81,9 | 2,3 | 2,8  | 0,6 | 0,2 | 5,5  |
| Carriera  | Carriera            | 1274 | 732 | 27,8 | 46,3 | 38,6 | 83,6 | 3,0 | 5,6  | 1,2 | 0,1 | 12,2 |
| All-Star  | All-Star            | 2    | 0   | 17,0 | 35,7 | 14,3 | -    | 1,5 | 3,5  | 1,5 | 0,5 | 5,5  |

#### Play-off
| Anno     | Squadra             | PG  | PT | MP   | TC%  | 3P%  | TL%  | RP  | AP   | PRP | SP  | PP   |
| -------- | ------------------- | --- | -- | ---- | ---- | ---- | ---- | --- | ---- | --- | --- | ---- |
| 1986     | Portland T. Blazers | 4   | 0  | 17,0 | 44,4 | 16,7 | 50,0 | 1,3 | 3,0  | 0,8 | 0,5 | 6,8  |
| 1987     | Portland T. Blazers | 4   | 4  | 37,5 | 48,0 | 40,0 | 90,0 | 4,8 | 10,0 | 2,5 | 0,5 | 17,0 |
| 1988     | Portland T. Blazers | 4   | 4  | 37,3 | 55,8 | 33,3 | 69,2 | 3,5 | 7,0  | 2,5 | 0,0 | 17,0 |
| 1989     | Portland T. Blazers | 3   | 3  | 41,3 | 50,0 | 36,4 | 83,3 | 5,3 | 8,3  | 0,3 | 0,3 | 22,0 |
| 1990     | Portland T. Blazers | 21  | 21 | 38,8 | 46,4 | 39,2 | 84,2 | 2,9 | 7,4  | 1,3 | 0,1 | 20,6 |
| 1991     | Portland T. Blazers | 16  | 16 | 37,2 | 50,0 | 36,2 | 86,1 | 2,8 | 6,6  | 1,5 | 0,1 | 18,1 |
| 1992     | Portland T. Blazers | 21  | 21 | 41,4 | 51,6 | 47,4 | 83,2 | 4,6 | 6,7  | 1,0 | 0,1 | 21,4 |
| 1993     | Portland T. Blazers | 4   | 4  | 38,0 | 39,7 | 15,8 | 81,8 | 5,0 | 2,0  | 1,0 | 0,0 | 16,5 |
| 1994     | Portland T. Blazers | 4   | 0  | 19,0 | 34,3 | 42,9 | 78,6 | 3,0 | 2,3  | 1,0 | 0,0 | 10,3 |
| 1995     | Portland T. Blazers | 3   | 0  | 7,0  | 53,8 | 40,0 | 60,0 | 0,7 | 1,3  | 0,0 | 0,0 | 6,3  |
| 1997     | Minnesota T'wolves  | 3   | 0  | 15,3 | 38,5 | 33,3 | 75,0 | 1,0 | 3,0  | 0,7 | 0,7 | 5,3  |
| 1998     | Minnesota T'wolves  | 5   | 4  | 37,6 | 42,9 | 40,0 | 83,3 | 5,0 | 3,2  | 1,0 | 0,0 | 15,8 |
| 1999     | Miami Heat          | 5   | 0  | 27,8 | 46,9 | 25,0 | 80,0 | 3,8 | 3,0  | 0,6 | 0,0 | 9,0  |
| 2000     | San Antonio Spurs   | 4   | 0  | 22,3 | 25,8 | 28,6 | -    | 0,3 | 1,3  | 1,5 | 0,0 | 5,0  |
| 2001     | San Antonio Spurs   | 13  | 13 | 25,1 | 45,3 | 33,3 | 77,3 | 1,8 | 3,4  | 0,8 | 0,0 | 8,3  |
| 2002     | San Antonio Spurs   | 10  | 0  | 13,1 | 37,1 | 29,4 | 50,0 | 0,9 | 0,8  | 0,4 | 0,0 | 3,3  |
| Carriera | Carriera            | 124 | 90 | 31,8 | 47,0 | 37,2 | 82,6 | 3,0 | 5,0  | 1,1 | 0,1 | 14,7 |

#### Massimi in carriera
- Massimo di punti: 41 vs Utah Jazz (19 maggio 1992)[1]
- Massimo di rimbalzi: 13 vs Phoenix Suns (16 dicembre 1988)
- Massimo di assist: 19 vs Utah Jazz (14 aprile 1988)
- Massimo di palle rubate: 8 vs Utah Jazz (30 gennaio 1990)
- Massimo di stoppate: 3 (3 volte)
- Massimo di minuti giocati: 54 vs San Antonio Spurs (15 maggio 1990)

### Allenatore
| Stagione | Squadra         | Regular Season | Regular Season | Regular Season | Regular Season | Regular Season         | Post Season                                        |
| Stagione | Squadra         | V              | P              | % V            | G              | Posizione finale       | Post Season                                        |
| -------- | --------------- | -------------- | -------------- | -------------- | -------------- | ---------------------- | -------------------------------------------------- |
| 2003-04  | Milwaukee Bucks | 41             | 41             | 50,0           | 82             | 4º in Central Division | Sconfitto al primo turno dai Detroit Pistons (1-4) |
| 2004-05  | Milwaukee Bucks | 30             | 52             | 36,6           | 82             | 5º in Central Division | Manca i play-off                                   |
| 2008-09  | Phoenix Suns    | 28             | 23             | 54,9           | 51             | -                      | -                                                  |
|          | Carriera        | 99             | 116            | 46,0           | 215            |                        |                                                    |

## Palmarès

### Giocatore
- 2 volte NBA All-Star (1991, 1993)
- Diciottesimo per numero di assist di sempre NBA
- Trentanovesimo miglior giocatore per palle rubate di sempre NBA